# شیرمحمد گرگیج
شیرمحمد گرگیج، روستایی است از توابع بخش قرقری شهرستان هیرمند در استان سیستان و بلوچستان ایران.

## جمعیت
این روستا در دهستان جهان‌آباد قرار داشته و براساس سرشماری سال ۱۳۸۵جمعیت آن ۴۵نفر (۸خانوار) بوده‌است.